# Korets
Korets (em ucraniano:  Корець, em russo:  Корец, em polonês/polaco:  Korzec, em iídiche:  קאריץ Koritz) é uma cidade da Ucrânia, situada no Oblast de Rivne. Tem 6 km² de área e sua população em 2020 foi estimada em 6.984 habitantes.